# Im Fängen
Im Fängen ist ein Naturschutzgebiet in der niedersächsischen Gemeinde Alfhausen in der Samtgemeinde Bersenbrück im Landkreis Osnabrück.
Das Naturschutzgebiet mit dem Kennzeichen NSG WE 037 ist 6,7 Hektar groß. Es liegt zwischen Alfhausen, Hespe und Ueffeln-Balkum und bewahrt Reste einer Zwergstrauchheide, die früher prägend für die Umgebung war. Im Naturschutzgebiet, das im Südosten eine Grünlandfläche mit einschließt und vollständig von landwirtschaftlichen Nutzflächen umgeben ist, befinden sich mehrere Heideweiher.
Das Gebiet steht seit dem 23. November 1940 unter Naturschutz. Zuständige untere Naturschutzbehörde ist der Landkreis Osnabrück.